# 西北师范大学附属中学
西北师范大学附属中学，也简称为西北师大附中或师大附中，位于甘肃省兰州市，是一所省级示范性中学，为“全国百强高中”之一。学校创建于1901年。现为西北师范大学和甘肃省教育厅双重管理。西北师大附中在2016年中国内地高中美国留学排行榜上位居第四十五。 

## 历史沿革
- 北京办学期间

1. 1901年于北京成立五城中学堂
2. 1923年易名作国立北京师范大学附中
3. 1929年易名作国立北平师范大学附属中学校
4. 1937年易名作国立北京师范学院附属中学校

抗日战争全面爆发，北平沦陷，师生西迁办学，而留于北平的师院附中旧址被日伪收治并建立日伪学校（1937~1946）。
- 日伪治校

1. 1937年7月，日寇入侵中国，9月成立日伪校务维持会及北京地方维持会，后又隶属汪伪政权教育部。校训由“勤、慎、诚、勇”被改为“诚、敬、勤、勇”，并更改教育大纲、教材及教员服饰等。
2. 1946年6月，北平师范大学复校。袁敦礼任校长，接管并改造了原日伪学校，任命李滋久为附中主任，正式成立国立北平师大附中，即今日之北京师大附中。

- 西迁办学

1. 1937年迁至西安，命名作国立西安临时大学高中部
2. 1938年迁至城固，易名作国立西北联合大学附设中学
3. 1939年易名作国立西北师范学院附设中学
4. 1939年迁至兰州
5. 1949年易名作兰州实验中学，同年吸并入国立兰州大学附属中学
6. 1950年易名作西北师范学院附属中学
7. 1958年易名作甘肃师范大学附属中学
8. 1969年易名作兰州汽车制配厂“五七中学”
9. 1970年易名作兰州市三十二中学
10. 1978年易名作甘肃师范大学附属中学
11. 1981年易名作西北师范学院附属中学
12. 1988年易名作西北师范大学附属中学并延用至今

## 著名校友
- 孙鸿烈
- 王浩
- 梁晓天
- 徐乾清
- 席泽宗
- 陈秉聪
- 徐大雄
- 郭重庆
- 朵英贤
- 柴天佑
- 吕植
- 李重庵
- 刘长乐
- 高山
- 赵宣博

## 校歌
- 创作信息：由程柏庐作词，冯亚雄作曲。

- 歌词内容：

附中，正正堂堂本校风，我们莫忘了勤慎诚勇；
你是个海，涵真理无穷；
你是个神，愿人间大同；
附中，太阳照着你笑容，我们努力学习和做工！

## 交流学校
- 英国国王中学 （King's School Grantham）